# Tetraphlebia argentina
Tetraphlebia argentina är en fjärilsart som beskrevs av Hayward 1962. Tetraphlebia argentina ingår i släktet Tetraphlebia och familjen praktfjärilar. Inga underarter finns listade i Catalogue of Life.